# علائم و نشانه‌های بیماری

نشانه‌هایی از جمله بزرگی طحال و کبد و علائمی از جمله سردرد و استفراغ حاد اچ‌آی‌وی.

علامت بیماری یا سَمپتوم (به فرانسوی: Symptôme)، به اظهار، درک و تغییراتی در حالات بدن گفته می‌شود که نشان از ابتلاء به بیماری دارند و توسط بیمار گزارش می‌شوند. سمپتوم می‌تواند هم سوبژکتیو باشد و هم ابژکتیو.
هرچند علائم مانند حالت تهوع در روند شمار زیادی از بیماری‌ها رخ می‌دهند، اما لزوماً دلیل بر بیماری نیستند (مانند نشانه و سمپتوم بارداری)، حال آنکه برخی دیگر از علائم ویژهٔ یک یا چند بیماری خاص هستند. برای نمونه از دست دادن ناگهانی بینایی در یک چشم تنها می‌تواند به چند علت ویژه رخ دهد.
علائم بیماری را ممکن است همگان تشخیص بدهند، ولی به آن دسته از نشانه‌های تخصصی که تنها توسط پزشک تشخیص داده می‌شود نشانه بیماری (Sign) گفته می‌شود؛ به عنوان مثال همه می‌دانند که تب یک علامت بیماری برای عفونت است اما تغییر در نوار قلب و آزمایش خون نشانه‌ها هستند و پس از اکوگرافی ممکن است پزشک آن‌ها را نشانه‌های عفونت در پریکارد تشخیص دهد.

## انواع
علائم و سمپتوم‌ها می‌توانند مزمن، برگشت‌پذیر (عود کننده) یا قابل چشم‌پوشی (مانند یک سردرد کوچک) باشند.
می‌توان این علائم را به علائم عمومی که تمام بدن را دربر می‌گیرد (مانند بی‌حالی) یا مربوط به یک اندام (مانند درد در یک چشم) تقسیم نمود. همچنین از نظر ارتباط با بیماری برخی نشانه‌ها مانند تهوع ممکن است نشانه‌ای از ده‌ها بیماری باشد ولی تاری دید در یک چشم، مربوط به تعداد اندکی بیماری مرتبط است.